# あひるのおばけ ダッキュラ
あひるのおばけ ダッキュラ（Count Duckula）は、イギリスのテレビアニメシリーズ。イギリスのアニメスタジオコスグローブ・ホールが制作したこの番組は、『デンジャーマウス』に登場する悪役ダッキュラ伯爵を主人公にしたスピンオフ作品である。1988年9月6日から放送された。
テムズ・テレビジョンが第3シーズンまでプロデュースを行った後、セントラル・テレビジョンが残りのシーズンを担当した。全部で65話あるこのアニメは、いずれも22分である。第1シーズンのDVDボックスは、2006年7月17日にイギリスで発売され、その時全65話分も公式にリリースされた。インターネット上でも人気は高い。
この番組はトランシルバニアを舞台にした小説、ドラキュラをパロディしており、ダッキュラはダッキュラ城に執事のイゴールと、ばあやと共に暮らしている。
なお、ほかのキャラクター達もすべて擬人化された鳥たちである。
日本ではイメージファクトリー/アイエムよりVHSがリリースされた。

## 概要
タイトルシークエンスからわかるように、この番組はダッキュラが何世紀もの間吸血鬼としてやってきたことを描いている。杭を心臓に刺されるか日光にさらされない限り死なない彼だが、何度か死んだことがあり、百年に一度月がアンギュラーの第8室の来たときに行う秘術を用いて復活している。
とはいうものの、この復活の儀式は、肉体が授けられるものの、過去の記憶は残らない。そのため、受肉という行為により性格が変わることも珍しくなく、個人的な興味を長きにわたって追求することもできる。そのため、自身の恐怖帝国を作るということも可能である。かつてのダッキュラの姿には騎士、魔法使い、科学者、芸術家、エジプト学者、さらにはプロのギャンブラーといったものもまであり、これらはすべて吸血アヒルであるということは秘密である。
タイトルシークエンスでは儀式を成功させるには、吸血鬼の力の源である血が必要なのに、間違ってトマトケチャップを用いてしまったことにより最も新しい受肉の儀式がうまくいかなかったが描かれている。次のシークエンスではダッキュラが菜食主義者になってしまったことが描かれており、血を吸うよりもジューシーな人参の方に関心を持ってしまったとイゴールが語っている。さらに悪いことにダッキュラが富を求めエンターテイナーとしての成功を夢見てしまうことも描かれている。
番組は城のテレポートを用いて世界中を回り、ダッキュラが富と名声を求める冒険を描いているが、イゴールがダッキュラを完全な吸血鬼にしようとする試みや、宿敵である吸血鬼ハンターDoctor Von Goosewing（ドラキュラ伯爵の宿敵ヴァン・ヘルシングが基になっている）が現在のダッキュラが無害であることを拒否して彼を倒しにかかることや。ゾンビやメカ狼男といったホラーアイコンや超自然的な敵との戦いが描かれたこともある。
また、この番組にはハト時計に住む、ロシア訛りでしゃべる蝙蝠のようなキャラクターが出てきて、その時の状況に合わせたジョークを言う。この時計は城の移動能力の一部となっており、時間を戻すこともできる。
第1シーズンのDVDは2005年9月4日にリージョン1でリリースされた。年間シリーズや月刊誌も本篇放送中やそのあとの短い期間にリリースされた。オールリージョンのDVDは2006年7月17日にリリースされた。
なお、リージョン2の第2シーズンのDVDの発売は2007年3月36日。なお、番組のクレジットは最終的に編集され、多くのグラフィックにおける効果が削除された。

## 登場人物

### ダッキュラ一味
ダッキュラ伯爵(Count Duckula)
声：デヴィッド・ジョンソン
イヴニングにケープといういでたちの背の低い緑色のアヒル。前髪を二つに分けている。牙があったところには抜かれた跡がある。
好物はブロッコリーのサンドイッチ。時々DangerMouseのロゴの入ったシャツを着ている（これは、ジョンソンがDangerMouseを演じていることからくる声優ネタでもある）。
伝統的な吸血鬼の特徴に対するパロディに関しては慎重である。
名前からしてわかるとおり、かれは擬人化されたアヒルである。
菜食主義者で、名声に関する野心があるが、かなり神経質な人隣でしばしば臆病になる。
彼の一族のモットーはPer Ardua ad Sanguina。（血のためによく働け）
彼はかなり現代的なルックスをしていて、彼は吸血鬼に対する古臭いイメージに失望しており、夜中に陰気な城で過ごすのを厭うため、執事を困らせている。
鏡の前では姿を現わせない。テレポートは使えるものの、めったに使わない。たった一度だけ、自分の意思とは関係ないように慌てた時にテレポートを使う場面があったが、去る時は小さな雲が現れ、どこからともなく雷が出る。
日中しばしば外に出ては日光に苦しめられているが、これは彼自身の奇癖によるものだる。ある回において、かつてのダッキュラ伯爵が日光にさらされた際石化した。"Doctor Goosewing and Mr. Duck"という回において、ダッキュラは薬物によって完全な吸血鬼になって、城の外にいる農民たちを追いまわしたが、扉の隙間から太陽がまだ出ているが見えたのに気付いて元に戻った。
"Transylvanian Homesick Blues" では石器時代の "first vampire duck"が出てきたが、イゴールの意見により、棺に戻ってしまった。
自己中心的で目立ちたがり屋だが、人助けをしようとしてよく失敗する。また、Toad of Toad Hallのように、ちょっとした妄想に陥りやすい。
ある回ではニューオーリンズでブルース歌手になろうとし、黄金探しやカウボーイなどを務めた。
DangerMouseに出演した際とは異なる人物となっているが、才能がないにもかかわらずショービジネスへの野心のある吸血アヒルという点と名前においては同じである。DangerMouseの方はあからさまな悪役で、スターダムにのし上がるためにゆすろうとし（この番組のダッキュラ伯爵は汚い手を使わない）、他分野で名声を勝ち取るよりテレビスターとしてキャラクター設定がなされた。DangerMouse出演時は魔法を使い、つばを吐くような強いアクセントでしゃべり、あひるが鳴くような声を上げて言葉を詰まらせる。さらにDangerMouseに出演したほうはベジタリアンではなく、完全な吸血鬼であり、DMの血を吸おうとしたが、日の出とともに逃げていってしまった。これは、本篇登場前のダッキュラかもしくはその先祖とも受け取れる。
イゴール
声：ジャック・メイ/
背がまがっていて頭のはげたハゲワシの執事。ネタ元はストックキャラクターとしてのイゴール。
番組にある種のダークなユーモアを与えている。
ダッキュラ伯爵がかみついたり、人に危害を与えたり、拷問や人を酷使する、といった古き良き時代に戻った行為をするということを信じている。そのため、現在のダッキュラの言動を非常に不快に思っており、視聴者から見てぞっとするような行為をするように仕向けている。
声は低く、ゆっくり話す。
ダッキュラの復活の儀式に毎回参加しており、年齢不詳。100年前を思い出す描写があり、自分の人生に課された仕事をこなしているため非常に高齢である。
"Arctic Circles" において、イゴールは750年間彼に仕えた後に解雇されたと話している。しかし家族の集まりを扱った会では、800年間彼に仕えたと話している。これは彼のよき先祖たちが、最初の地でのダッキュラの支配を作ってきたことに対して責任を果たしてきたこととも受け取れる。
ばあや
声：ブライアン・トゥルーマン/
ダッキュラの子守兼家政婦である、大柄で不器用なめんどり。ダッキュラ復活の儀式の際血とトマトケチャップを間違えた。
頑丈で、悪気はないがよく部屋を散らかす。視界が狭いためか、よくドアなどを破ったり、ドアのすぐ近くの壁を垂直に歩いたりする。
このような行為からして、彼女は非常に頭が悪くあてにならない。彼女は"Ducky-Boos"ことダッキュラを熱愛しており、深い母性愛もある。しかし彼女の不器用さはしばしばダッキュラに被害を与える。また、周りの人々が彼女のことをどう見ているのか理解できないため、しばしば言葉を混同し関係のない会話に対する侮蔑を行うという行為がネタにされている。
イゴール同様年齢不詳だが、何度か復活の儀式に立ち会ってきた。右腕は三角巾で吊ってあるが、このようなことになった経緯は不明。三角巾で物を運ぶことに困ることはなく、ハーポ・マルクススタイルで、たくさんのものを作ってきた。
ダッキュラ城
元型的なトランシルバニアの城。ダンジョン、拷問部屋、虐殺に関する書物が並んだ図書館に研究室といった特殊な部屋もある。
タウザーという名の狼男がすみついている。(姿を現した回はなし)これは、1980年代初頭の漫画に出てきたそのような名前の犬とも受け取れる。
地球上のどこにでも（地下も含む）テレポートで移動できるが、トランシルバニアの標準時間(イゴール談)の夜明けになると、自動的に元の場所へ戻る。
ダッキュラが棺の中に入ることで動き出し、行きたい所をつぶやくだけでその場所へ連れて行ってくれる。しばしば、うまく作動しているかどうか確かめるために韻文を言う必要がある。
この機能は壁にかかっているハト時計によって機能している。時計の中には機械の蝙蝠であるDmitriとSviatoslavがすみついておりすべてのエピソードにおいて時を告げ、互いに陳腐なジョークを言う。ジョークのせいで時計が狂ったこともある。キャラクターは強いスラヴなまりがあり、Sviatoslavはしばしばパンチラインを理解しておらず、問題の解決ができない。
この城がsentientや自己認識機能があると思わせうる描写もあった。他のキャラクターがこれについて言及する場面があったが、これはただの迷信かもしれない。

### 敵
Dr Von Goosewing
声：ジミー・ヒバート
マッドサイエンティスト/吸血鬼ハンター。
オーストリア訛りがひどいヴァン・ヘルシングのパロディということもあって、こちらはドイツ語訛りでしゃべる。
服装はシャーロック・ホームズに似ているが、スパッツをはいている。
しばしばVGの文字が書かれた飛行艇に乗ってやってくる。
頭の中は常にダッキュラ伯爵のことでいっぱいであり、彼が現在無害であることを分かっていない。
吸血鬼退治用具を発明していない場合、杭の入ったマスケット銃を用いる（ただし、レーザー光線が出た場面もあった）。
科学者としての腕はひどく、しばしば自身の奇妙な発明品の被害に遭う。物事に気付かないことが多く、しばしばダッキュラと出会っては、正体に気付かずに何分も話していることがある。
番組中には、ハインリッヒという助手がいるが、姿は一度も出てこなかった。教授はしばしばハインリッヒに電話をするがそのハインリッヒに失敗をとがめられている。マーベル・コミック版では、ハインリッヒの前の助手が給料の低さにやめてしまったことが描かれている。Von Goosewingはハインリッヒもやめるのではないかと心配したが、教授のそばから離れなかった。ハインリッヒが辞めたと思われた時、その前にいた助手は見つからなかった。また、このバージョンには姪のヴァナが登場し、ダッキュラは彼女に片思いをしてしまう。
この愛情は報われ、ヴァナとダッキュラのロマンスは漫画版を通してつづき、Von Goosewingは悔しがり、姪を守るためもあってか、ダッキュラを追うことに熱心だった。
The Crow Brothers
カラスの犯罪者兄弟である4人組。名前がわかっているのはRuffles, Burtのみ。登山用具とバンジージャンプ用のひもを用いて、ダッキュラ城によじのぼっている。目的は城の財宝を盗み出すことだが、たいてい失敗している。
Rufflesは目出し帽をかぶっており、Burtはこれを長くした目出し帽をかぶっている。3番目はペルー風chulloから目が出ているような格好になっている。4番目は靴下をかぶっている。4名の中で最も背の高いRufflesがいつも先頭に立ち、計画を練ったりしているが、彼の建てる計画は無理がある。
ダッキュラ本人はいつもこの兄弟の意志についてはあまり考えておらず、しばしばエンターテイナーになるための協力をする。
ある回にてダッキュラ城で演劇を開くことになった際、妖精やキノコ、ドワーフが必要だということになった。兄弟たちは『キノコ、よし!ドワーフ、よし。でも俺は空飛ぶ妖精なんて無理だ!』と、自身のデビューについて相談しあった。
The Egg
自分が孵化できないからと、すべての生き物をねたむ卵。彼の狡猾なたくらみは、アジア人のステレオタイプOddbeak (ジェームズ・ボンドの敵オッドジョブより)と一緒にいるオウムによって行われる。主人への氾濫になるため"Egg"という言葉を使わないように慎重にしている。たとえば"Exactly, master"という言い回しの場合、アジア訛りでは"EGGSactally"という風に聞こえてしまうため"HIS-actally"と言っている。
ガストンとピエール
フランス人犯罪者のコンビ。どちらとも役立たずだが、無礼な性格のガストンは計画をよくたてる。
背の高いコウノトリがガストン。Pierre はThe Goon ShowのBluebottleのような、丸々とした背の低いインコ。Cosgrove-Hallのアニメシリーズ Victor and Hugo では鳥として描かれていない。
The Phantom of the Opera and Cruel
ダッキュラに計画を阻止されたと彼に復讐を貸そうとしている2人組。
The Phantomの方がは背が高く痩せており、オペラ座の怪人のマスクをし、ケープのついた、しゃれた服を着ている。
Phantomの家庭内労働者であるCruel (Peter Lorreのパロディ)は、背が低く不格好な鳥である。
Morris the Strongman and Charlie the Clown
悪意のあるサーカスの演者で、ダッキュラをねたんでいたが、作戦は失敗した(Charlieの方は少しはうまくいった模様) 
The Pirate Penguins
ペンギンの海賊。一時期ダッキュラに雇われていたが、ダッキュラの antics が船にぶつかった際メンバーのうちの一人がダッキュラに当たった。いずれのメンバーもステレオタイプであり、そのうちの一人である Mr. Mateは「お前たちの頭をかみ切ってやる!」と叫んだ。

### その他
ナレーター
声：バリー・クレイトン
この番組のオープニングとエンディングに登場し、マイケル・ジャクソンの『スリラー』におけるヴィンセント・プライスのボイスオーバーをパロディである。
番組は陰気な雰囲気でダッキュラの生い立ちについて語る。1950年代から1960年代に活躍したアメリカ合衆国のホラー番組の司会者 Zacherley: "Goodnight out there...WHATever you are!"をネタにしたような言い回しで終える。この言い回しのアレンジも本篇中で何度か披露されている。
ダッキュラの親族
ダッキュラの親族は世界中にたくさんおり、ダッキュラよりも古典的な吸血鬼-赤く充血した目、牙、邪悪な人となり-の姿をしている。Don Diegoといった人物が温厚なダッキュラに対し、親近感や友情を向けている。
スペイン出身のDon Diegoは自身の村を焼くというゲームを楽しみ、スコットランド出身のRory McDuckulaはのちにダッキュラと敵対関係になった。
農民たち
ダッキュラ城のある街の下に住む農民たち。ダッキュラが無害であるにもかかわらず、彼を恐れている。番組に出てくるジョークには、"the peasants are revolting"（これは"revolting" が "rebelling" や"foul"の意味を持つことからくる駄洒落である）。
街のパブの名は "The Teeth and Jugular"、これは、吸血鬼が首にかみついて吸血することを描いたものである。
- 役名表記なし：ルビー・ワックス

## スピンオフ・ゲスト出演
DangerMouseからのスピンオフであるこの番組の成功を受けて、ガストンとピエールを主人公にした番組や、Victor and Hugoというテレビシリーズも生み出された。
また、北米のマーベルコミックの部門であるスター・コミックスの作品にもゲスト出演したことがある（イギリスでの第1巻発売は1988年）。